# Lamivudina

Lamivudina

A lamivudina é um fármaco utilizado pela medicina como antirretroviral. É usado como parte do arsenal de diversos medicamentos. Seu mecanismo de ação consiste basicamente na inibição da síntese de ácidos nucléicos.